# Estação Krylya Sovetov
Krylya Sovetov (em russo:  Крылья Советов) é, no projeto, a estação seguinte, após  «Iungorodok» — uma estação terminal da Linha 1 do Metro de Samara, na Rússia. Está previsto, como nome da estação, o de um clube de futebol bem conhecido da cidade de Samara (antes de 1991 Kuibyshev) — FC «Krylya Sovetov».